# Ferežani
Ferenažni su naselje u Hrvatskoj u sastavu općine Svetog Petra Orehovca. Nalaze se u Koprivničko-križevačkoj županiji. 

## Zemljopis
Nalaze se na zapadnoj obali rječice. Južno su Kapela Ravenska, Sela Ravenska i Beketinec, jugozapadno je jezero, jugoistočno je Gregurovec i Srednji Dubovec, sjeverno su Brežani i Gorica Miholečka, sjeveroistočno su Miholec i Međa, sjeverozapadno su Gornji Fodrovec, Donji Fodrovec, Kusijevec i Mokrice Miholečke.

## Stanovništvo
| broj stanovnika | 122   | 145   | 168   | 214   | 241   | 252   | 220   | 229   | 228   | 228   | 229   | 223   | 175   | 157   | 129   | 113   | 83    |
|                 | 1857. | 1869. | 1880. | 1890. | 1900. | 1910. | 1921. | 1931. | 1948. | 1953. | 1961. | 1971. | 1981. | 1991. | 2001. | 2011. | 2021. |